# Mioxena longispinosa
Mioxena longispinosa là một loài nhện trong họ Linyphiidae.
Loài này thuộc chi Mioxena. Mioxena longispinosa được František Miller miêu tả năm 1970.